# Rivière au Bouleau
Der Rivière au Bouleau (bouleau französisch für Birke) ist ein Zufluss des Sankt-Lorenz-Golfs in der Verwaltungsregion Côte-Nord der kanadischen Provinz Québec.

## Flusslauf
Der Rivière au Bouleau bildet den Abfluss des Lac Bigot – etwa 60 km nördlich der Südküste der Labrador-Halbinsel. Er fließt im äußersten Westen der MRC Minganie in überwiegend südlicher Richtung. Dabei durchschneidet er den Kanadischen Schild. Ungefähr 65 km östlich von Sept-Îles mündet er schließlich im Gemeindegebiet von Rivière-au-Tonnerre in den Sankt-Lorenz-Golf. Die Route 138 überquert den Fluss unmittelbar vor dessen Mündung.
Der Rivière au Bouleau hat eine Länge von 87 km. Sein Einzugsgebiet umfasst 684 km². Der mittlere Abfluss beträgt 19 m³/s. Im Osten grenzt das Einzugsgebiet des Rivière au Bouleau an das des Rivière Tortue, im Westen an das des Rivière Pigou.